# Барета
Барета е вид шапка, която се носи предимно от военните и хората на изкуството. В средните векове баретата получава широко разпространение, както сред гражданското население, така и в армията, за което може да се съди по различни миниатюри от този период. В епохата на късното Средновековие се появяват укази за въвеждане на военна униформа, където баретата фигурира като част от нея.
Популярността на баретата започва да запада през XVII век с появата на други видове шапки. Тя се връща отново на мода в периода около Първата световна война, когато е официално въведена в танковите войски и някои технически подразделения. В днешно време тя е основен атрибут в много армии по света. Цветът на баретата (зелен, червен, син) е отличителен белег и гордост за съответното подразделение – разузнавателно, антитерористично, диверсионно-десантно, десантно-щурмово и тн. Че Гевара прави баретата символ на революцията.

## Видове барети
- Барети
- Червени барети (Френски войски)
- Зелени барети (американски войски)